# QtParted
Qt파티드(QtParted)는 디스크 편집 소프트웨어다. 글씨(텍스트)로만 되어 있는 GNU Parted를 Qt를 통해 GUI로 구현한 소프트웨어로 토막(파티션)을 만들거나, 지우거나, 크기를 바꾸거나, 옮기거나, 검사하거나, 베낄 수 있다. NTFS의 경우 ntfsresize를 통해 토막의 크기를 바꿀 수 있으나 LVM 토막은 지원하지 않는다.
현재 아크(아크 리눅스), 크노픽스, 쿠분투, 메피스, 님블X, 트리니티 레스큐 키트 등에 들어가 있다.

## 같이 보기
- 디스크 파티션
- GParted - GTK+판 GNU 파티드